# Noblella lochites
Espèce
Synonymes
- Euparkerella lochites Lynch, 1976
- Phyllonastes lochites (Lynch, 1976)

Statut de conservation UICN

ENA3c; B1ab(iii,v) : En danger
Grenouille feuille de l'Equateur (Noblella lochites) est une espèce d'amphibiens de la famille des Craugastoridae.

## Répartition
Cette espèce se rencontre entre 900 et 1 700 m d'altitude, :
- au Pérou dans la de la cordillère del Cóndor dans la région d'Amazonas ;
- en Équateur dans la cordillère de Cutucú dans les provinces de Pastaza, de Zamora-Chinchipe et de Morona-Santiago.

## Publication originale
- Lynch, 1976 : Two new species of frogs of the genus Euparkerella (Amphibia: Leptodactylidae) from Ecuador and Peru. Herpetologica, vol. 32, no 1, p. 48-53.